# Cyrkuł lubelski
Cyrkuł lubelski (niem. Lubliner Kreis) – jednostka administracyjna Cesarstwa Austrii w latach 1796–1809: 1796–1803 w Nowej Galicji, 1803–1809 w Królestwie Galicji i Lodomerii. Powstał na części obszaru zagarniętego przez Austrię wskutek III rozbioru Polski. 

## Historia

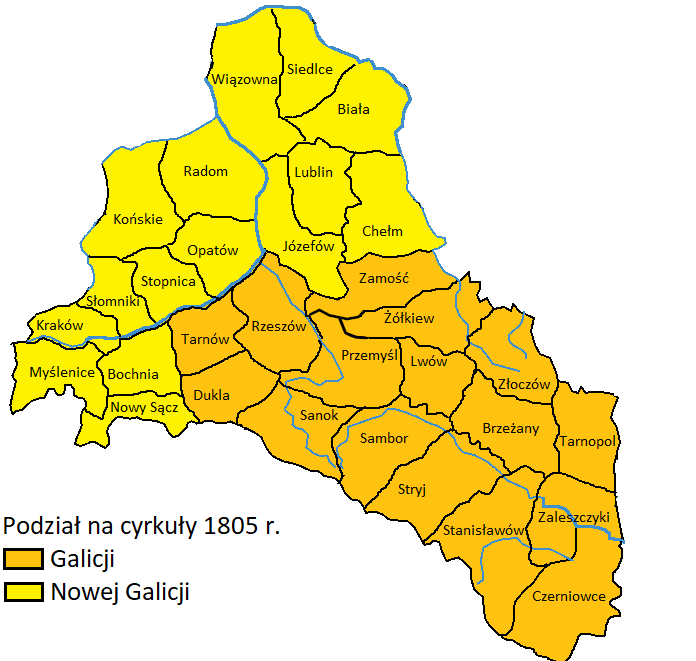
Cyrkuł lubelski w odsłonie z lat 1802–1803 (nie 1805, jak podaje mapa)

Cyrkuł lubelski był jednym z 12 cyrkułów Nowej Galicji, podporządkowanych Zachodnio-Galicyjskiej Nadwornej Komisji Urządzającej, a od 1797 Gubernium Krajowemu dla Galicji Zachodniej w Krakowie.
Na przełomie 1801 i 1802 likwidacji uległ cyrkuł radzyński, a jego południową część z m.in. Kockiem i Łysobykami włączono do cyrkułu lubelskiego. 
- Miasta (1803): Bełżyce, Kock, Kurów, Lubartów, Lublin, Łęczna, Piaski;
- Miasteczka (1803): Czemierniki, Firlej, Grabów, Głusk, Kamionka, Łysobyki, Markuszów, Michów, Serokomla[2][3].

Na podstawie dekretu cesarza Franciszka II z 13 maja 1803, z dniem 1 listopada 1803 Nowa Galicja została podporządkowana  Gubernium Galicji we Lwowie. Wtedy też dokonano zmniejszenia liczby cyrkułów o połowę łącząc ze sobą sąsiednie cyrkuły. Każdy cyrkuł był podzielony na trzy okręgi. Zniesiony cyrkuł lubelski wszedł wtedy (wraz ze zniesionym dotychczasowym cyrkułem józefowskim) w skład nowego cyrkułu lubelskiego. Został podzielony na okręgi Lublin, Kraśnik i Kazimierz.
Po reformie w 1803, nowy cyrkuł lubelski był jednym z 6 cyrkułów Nowej Galicji, podległych Gubernium Galicji we Lwowie.
14 października 1809 wraz z większością Nowej Galicji włączony do Księstwa Warszawskiego i wkrótce zlikwidowany na mocy dekretu królewskiego z dnia 17 kwietnia 1810, w wykonaniu wcześniejszego dekretu z 24 lutego 1810 dotyczącego rozciągnięcia Konstytucji i administracji Księstwa Warszawskiego na tereny dawnej Nowej Galicji przyłączonej do Księstwa Warszawskiego. Wszedł w skład departamentu lubelskiego.